# Strophaeus elongatus
Espèce
Strophaeus elongatus est une espèce d'araignées mygalomorphes de la famille des Barychelidae.

## Distribution
Cette espèce est endémique d'Équateur. Elle se rencontre dans les provinces de Pichincha et de Santo Domingo de los Tsáchilas.

## Description
Le mâle holotype mesure 12,86 mm et la femelle paratype 16,83 mm.

## Systématique et taxinomie
Cette espèce a été décrite par Dupérré et Tapia en 2025.

## Publication originale
- Dupérré & Tapia, 2025 : « On some rare mygalomorph from Ecuador, with the description of 16 new species in five families (Mygalomorphae: Actinopodidae, Barychelidae, Halonoproctidae, Idiopidae, and Theraphosidae). » Taxonomy, vol. 5, no 3, 35, p. 1-68 (texte intégral).